# Eien no Zero
Eien no Zero (永遠の0 Eien no Zero) là một bộ phim chiến tranh Nhật Bản  2013 của đạo diễn Yamazaki Takashi dựa trên một cuốn tiểu thuyết của Hyakuta Naoki.

## Phân vai
- Okada Junichi vai Miyabe Kyuzo
- Miura Haruma vai Saeki Kentaro
- Inoue Mao vai Miyabe Matsuno, sau này là Oshi Matsuno
- Natsuyagi Isao vai Oishi Kenichiro
- Fubuki Jun vai Saeki Kiyoko
- Fukiishi Kazue vai Saeki Keiko
- Tanaka Min vai Kageura
- Yamamoto Gaku vai Takeda
- Hira Mikijiro vai Hasegawa
- Hashizume Isao vai Izaki
- Arai Hirofumi vai young Kageura
- Miura Takahiro as young Takeda
- Hamada Gaku vai young Izaki
- Sometani Shota vai young Oishi Kenichiro
- Ueda Tatsuya vai Koyama
- Bob Werley vai Green (Talker)